# Krystal Meyers
Pour les articles homonymes, voir Meyers.
Krystal Meyers, née le 31 juillet 1988, est une chanteuse de rock chrétien américaine, en activité entre 2005 et 2009.

## Biographie
Krystal est la fille de Rick Meyers (créateur de e-Sword). Elle commence à chanter dès l'âge de 2 ans, effectue son premier solo dans une église à 5 ans, commence à écrire des chansons à 10 ans, et joue parfaitement de la guitare acoustique à 13 ans, ce qui lui permet de sortir son premier album Krystal Meyers en 2005, alors âgée de 16 ans. Son deuxième opus, Dying for a Heart, est publié le 19 septembre 2006, et son troisième opus, Make Some Noise, est publié le 9 septembre 2008,, ; opus dont quelques chansons sont utilisées par NBC pour promouvoir la chaine durant l'automne 2008.
Elle est née en Californie. Sa famille et elle déménagent à Eugene, dans l'Oregon (où son frère Josh est né), et lorsqu'elle est âgée de 6 ans, la famille Meyers déménagera une seconde fois pour Franklin, dans le Tennessee, près de Nashville.
Pendant un été, au camp Barefoot Republic, à 14 ans, elle écrit Anticonformity avec une amie, Hannah Dwinell. Une fois en troisième au collège, elle raconte avoir vu la plupart de ses camarades tomber dans la drogue et le sexe, c'est alors qu' Anticonformity est « devenue réelle » pour elle : « Ce qui est important, c'est de devenir la personne que Dieu veut que tu deviennes, et de refuser d'être la personne que le Monde veut que tu sois... et de poursuivre le plan que Dieu a pour toi... »
Depuis juin 2009, elle est mariée à Alex Hawkins. Ils ont deux enfants : Jonah (né 2011) et Sophia Grace (née 2013).

### Couvertures et mannequinat
Au Japon, où Meyers est certifié disque d'or, elle fait la couverture du magazine Nylon, du magazine AERA English à deux reprises (en 2007 et 2008) et au magazine Bounce de  Tower Records. Meyers fait la couverture de In Roc, qui est la version japonaise du magazine Rolling Stone. Elle fait aussi la couverture du magazine sud-africain Vision et du magazine américain ONCOURSE. Elle apparait aussi comme mannequin pour UNIQLO.

### Carrière musicale
Krystal signe avec Essential Records pour son premier album Krystal Meyers, d'où sortent quatre singles qui sont classés dans le top 10 des charts chrétiens américains. En travaillant avec Ian Eskelin, CCM artisque et production, ainsi qu'avec l'équipe de production de Wizard of Oz, sa chanson, Anticonformity, devient le single pop no 1 au Japon. Krystal écrit des chansons avec des messages chrétiens positifs, avec des mots encourageants. Quelques-unes de ses chansons sont aussi sur les problèmes auxquels font face les adolescents. Ses premiers albums (Krystal Meyers et Dying For a Heart) combinent du rock alternatif avec des valeurs chrétiennes et des leçons de vie, mais début juin 2008, quand le clip de Make Some Noise (premier single de son 3e album), le son change, mûrit, avec une direction différente, dance/pop.
Le premier album de Krystal, Krystal Meyers, est un album pop/rock dans la veine d'Ashlee Simpson et Avril Lavigne. Il est distribué le 7 juin 2005 aux États-Unis, et le 30 mai 2006 partout dans le monde. Parmi les singles figurent The Way to Begin, My Savior, Anticonformity et Fire. L'album est disque d'or au Japon.
Le deuxième album de Krystal, Dying for a Heart, est distribué le 19 septembre 2006 aux États-Unis,,, alors qu'elle n'a que 20 ans, et le 24 octobre 2006 dans le monde. The Situation, un des singles de l'album, est une chanson sur les tentations sexuelles, et comment avoir la force de faire le bon choix quand une relation prend un tournant physique. « Je voulais écrire une chanson qui pourrait mettre au défi la jeunesse de ma génération. C'est un vrai sujet, et c'est sérieux. » Parmi les singles figurent : Collide, The Beauty of Grace', et Hallelujah.
Make Some Noise est le 3e et dernier album de Krystal Meyers, sorti le 9 septembre 2008 aux États-Unis, et le 7 juillet 2008 au Japon. Le premier clip est distribué à l'international le 10 juillet. L'album est très différent de ses deux premiers. Une de ses chansons, Up to You, parle de divorce. « Un de mes amis était en plein divorce, et je le voyais tout le temps, ça me faisais de la peine de le voir dans cet état. Quand j'ai écrit Up to You, je me suis inspiré de lui. » Parmi les singles figurent Shine, Make Some Noise, Love It Away, et My Freedom. Make Some Noise (l'album) est disponible sur iTunes, avec l'édition collector qui comprend 14 chansons, dont quatre bonus : Sweet Dream, et les versions remixées de Make Some Noise avec un refrain en indonésien, en mandarin, et en thaï. Krystal s'explique : « C'est un album drôle. C'est nouveau, c'est différent, de ce que je faisais avant. Un peu plus... 8O's pop, disco, Eurodance. »

## Discographie
- 2005 : Krystal Meyers
- 2006 : Dying for a Heart
- 2008 : Make Some Noise